# Biển Salton

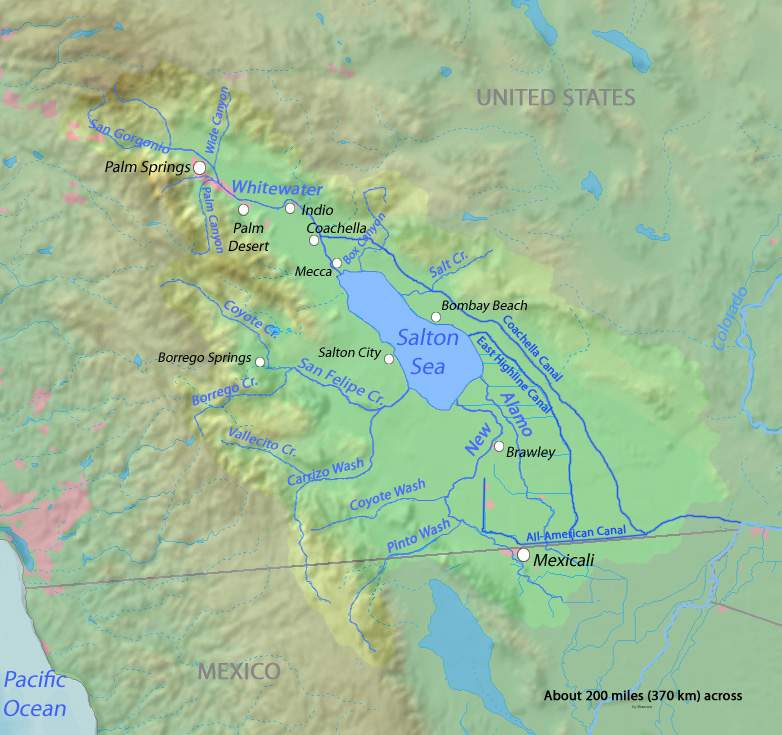
Bản đồ biển Salton.

Biển Salton là dạng biển nông, hồ nước mặn nằm trên đứt gãy San Andreas.

## Nghiên cứu thêm
- Setmire, James G., et al. (1993). Detailed study of water quality, bottom sediment, and biota associated with irrigation drainage in the Salton Sea area, California, 1988–90 [Water-Resources Investigations Report 93-4014]. Sacramento, Calif.: U.S. Department of the Interior, U.S. Geological Survey.
- Setmire, James G., Wolfe, John C., and Stroud, Richard K. (1990). Reconnaissance investigation of water quality, bottom sediment, and biota associated with irrigation drainage in the Salton Sea area, California, 1986–87 [Water-Resources Investigations Report 89-4102]. Sacramento, Calif.: U.S. Department of the Interior, U.S. Geological Survey.
- Sperry RL (Winter 1975). "When the Imperial Valley Fought for its Life". Journal of San Diego History. Quyển 21 số 1.
- Greenfield S (Winter 2006). "A Lake by Mistake". Invention & Technology. Quyển 21 số 3. Bản gốc lưu trữ ngày 6 tháng 9 năm 2008. Truy cập ngày 6 tháng 9 năm 2012.